# Vjatiči
I Vjatiči (in russo вя́тичи) furono una tribù di slavi orientali; la loro presenza viene attestata nella Cronaca degli anni passati, che cita il nome di Vjatko, uno dei loro capi storici.
Provenienti, a quanto sembra, dalle pianure dell'Europa orientale, si stanziarono a partire dall'ottavo secolo nel bacino del fiume Oka (nel territorio delle attuali oblast' di Mosca, Kaluga, Orël, Rjazan', Tula e Lipeck), vivendo prevalentemente di agricoltura e allevamento; fra il XI e il X secolo erano assoggettati al tributo dapprima dai Cazari, successivamente dai principi della Rus' di Kiev, nonostante avessero sempre cercato la difesa della propria indipendenza dai potenti vicini.
Nel corso dell'XI secolo i Vjatiči si erano concentrati nel bacino della Moscova, dove attualmente si trova la capitale russa e la sua area metropolitana; sempre in questo secolo era avvenuta da parte loro la fondazione di numerosi centri urbani, dovuta allo sviluppo sempre maggiore dell'artigianato e del commercio; fra le maggiori, si possono annoverare Koltesk, Dedoslav, Nerinsk, Rjazan', oltre che un piccolo villaggio che sarebbe poi diventato la città di Mosca.
Tracce della loro presenza si possono osservare nel territorio della città di Mosca e nelle sue vicinanze, oltre che nei bacini superiori dei fiumi Oka e Don.